# Палестина на летних Олимпийских играх 2008
Олимпийская сборная Палестины приняла участие в летних Олимпийских играх 2008 года, отправив в Пекин четверых спортсменов в двух видах спорта: лёгкой атлетике и плавании. По итогам игр спортсмены ПНА не завоевали ни одной олимпийской медали.

## Лёгкая атлетика
| Спортсмен        | Дисциплина      | Предварительный раунд | Предварительный раунд | Четвертьфинал | Четвертьфинал | Полуфинал | Полуфинал | Финал     | Место |
| Спортсмен        | Дисциплина      | Результат             | Место                 | Результат     | Место         | Результат | Место     | Результат | Место |
| ---------------- | --------------- | --------------------- | --------------------- | ------------- | ------------- | --------- | --------- | --------- | ----- |
| Надер Аль-Массри | Мужчины, 5000 м | 14:41.10              | 38                    | не прошёл     | не прошёл     | не прошёл | не прошёл | не прошёл | 38    |
| Гарид Груф       | Женщины, 100 м  | 13.03                 | 71                    | не прошла     | не прошла     | не прошла | не прошла | не прошла | 71    |

## Плавание
| Спортсмен    | Дисциплина                    | Квалификация | Квалификация | Полуфинал | Полуфинал | Финал     | Место |
| Спортсмен    | Дисциплина                    | Результат    | Место        | Результат | Место     | Место     | Место |
| ------------ | ----------------------------- | ------------ | ------------ | --------- | --------- | --------- | ----- |
| Хамза Абдо   | Мужчины — 50 м вольным стилем | 25.60        | 2            | не прошёл | не прошёл | не прошёл | 73    |
| Закая Нассар | Женщины — 50 м вольным стилем | 31.97        | 1            | не прошла | не прошла | не прошла | 79    |